# Leiocithara
Leiocithara is een geslacht van weekdieren uit de klasse van de Gastropoda (slakken).

## Soorten
- Leiocithara angulata (Reeve, 1846)
- Leiocithara apollinea (Melvill, 1904)
- Leiocithara costellarioides Kilburn, 1992
- Leiocithara infulata (Hedley, 1909)
- Leiocithara lischkei (E. A. Smith, 1888)
- Leiocithara longispira (E. A. Smith, 1879)
- Leiocithara macrocephala (Thiele, 1925)
- Leiocithara musae (Thiele, 1925)
- Leiocithara opalina (E. A. Smith, 1882)
- Leiocithara perlucidula Kilburn, 1992
- Leiocithara porcellanea Kilburn, 1992
- Leiocithara translucens (Barnard, 1958)
- Leiocithara zamula Kilburn, 1992